# 국립민족학박물관
국립민족학박물관(国立民族学博物館, National Museum of Ethnology)은 인류학을 중심으로 둔 일본의 대학 공동 이용기관(ja:大学共同利用機関)이며 일본 최대의 인문사회과학 연구소이다. 민박(일본어: 民博 민파쿠[*])으로 약칭하기도 한다. 오사카부 스이타시에 있는 엑스포기념공원(ja:万博記念公園) 안에 위치한다. 현재는 종합연구대학원대학(ja:総合研究大学院大学)의 인류문화코스도 병설돼 있다.

## 연혁

### 개요
1974년 11월 개관. 설립 당시 근거법은 일본의 학교교육법(ja:学校教育法)에 있는 "대학 공동 이용 기관"의 개념이다. 일본의 기존 박물관들이 문화재보존법(ja:文化財保存法)에 의거하여 설립된 것과 비하면 국립민족학박물관과 그 후 1981년에 같은 취급으로 설립된 국립역사민속박물관(ja:国立歴史民俗博物館)은 이러한 이유로 박물관이라고 하기보다 고등연구기관으로서의 위상을 지니고 설립됐음을 알 수 있다.
1977년 준공했으며, 같은 해 11월 17일에 전시장의 일반공개가 시작되었다.
1989년 4월 종합연구대학원대학(ja:総合研究大学院大学) 문화과학연구과 지역 문화 전공 및 비교 문화학 전공이 설치되어 박사과정 교육도 시작되었다. 종합 연구 대학원 대학이란 제반 국립 연구소 등 일본의 각각 고등 연구 기관들이 협동하며 고등 연구 기관만에 마련된 첨단적 연구 환경을 활용함으로써 대학보다 질적으로 높은 대학원 교육을 제공하는 것을 목표로 설립된 대학원대학이다.
1989년 6월에는 기존의 상설 전시장에 이어 특별 전시장이 준공되었다.
2004년 4월 일본에서 문부과학성 소속의 모든 국립대학이 법인화됨에 따라 국립대학법인법(ja:国立大学法人法) 제2조 3항・4항에 근거한 대학공동이용기관법인(ja:大学共同利用機関法人)이 되었으며, 그와 동시에 인문사회과학 계열의 다른 국립 고등연구기관(국립역사민속박물관(ja:国立歴史民俗博物館), 국제일본문화연구센터(ja:国際日本文化研究センター), 국문학연구자료관(ja:国文学研究資料館), 종합지구환경학연구소(ja:総合地球環境学研究所))와 몪여 이때 설립된 인간무화연구기구(ja:人間文化研究機構) 산하에 옮겨졌다.

### 역대 관장
1. 우메사오 다다오 (1974년6월 - 1993년3월)
2. 사사키 고메이(ja:佐々木高明) (1993년4월 - 1997년3월)
3. 이시게 나오미치(ja:石毛直道) (1997년4월 - 2003년3월)
4. 마쓰조노 마키오(ja:松園万亀雄) (2003년4월 - 2009년3월)
5. 스도 겐이치(ja:須藤健一) (2009년4월 - 2017년3월)
6. 요시다 겐지(ja:吉田憲司) (2017년4월 - 현재)

## 연구부
2009년1월1일 현재 전임 교수는 敎授(한국의 (정)교수에 해당), 准敎授(부교수에 해당), 助敎(조교수에 해당)을 합쳐 59명(관장을 포함)이다. 이 외에도 국내 객원, 외국인 연구원(객원), 외래 연구원, 기관 연구원이라는 각각 직위로 객원 또는 기간 계약 연구자들이 다수 재직하고 있다.

### 한국 연구
국립민족학박물관에서는 이하와 같이 한국에 관련된 연구도 진행돼 왔다.
한국의 사회문화를 연구하는 전임교수들은 현재까지 네 명이다.
- 사쿠라이 데쓰오(桜井哲男) (재직기간: 1975.11 - 1993.5) 민족음악연구
- 시게마쓰 마유미(重松真由美) (재직기간: 1981.4 - 2002.3) 한국무속연구
- 아사쿠라 도시오(朝倉敏夫) (재직기간: 1988.4 - 2016.3) 한국사회연구
- 오타 심페이(太田心平) (재직기간: 2007.10 - 현재) 지식문화연구
- 제소희(諸昭喜) (재직기간: 2020.4 - 현재) 출산문화연구

## 전시장
상설 전시는 오세아니아, 아메리카, 유럽, 아프리카, 중동, 남 아시아, 동남 아시아, 한반도, 중국 지역, 중앙・북 아시아, 아이누, 일본 (오키나와 및 다문화 일본 포함)의 지역 전시와, 음악, 언어의 통문화 전시, 그리고 인트로덕션, 비데오테이크 (민족지 영상 부스), 인포메이션 존, 탐구광장의 기타 전시로 구성된다.
이상 상설 전시는 자문화 중심적인 세계의 대부분 만족학 / 민족지 박물관들이나, 구(舊) 후진국만 전시 대상으로 삼는 구미 권의 박물관들과 달리, 포괄적 내용을 다루고 있다고 할 수 있다.
기타, 해마다 두 가지 대규모적인 특별 전시와, 한 두 가지의 소규모적인 기획 전시가 개최된다.

### 한국 전시
상설전시 중 2014년 3월에 전면 개편된 한반도 전시가 공개됐고, 그 후 2016년 5월에 부분 개편, 공개되었다.

## 건축
면적 51,225m2.

## 찾아가는길

### 위치
북위 34° 48′ 46.30″ 동경 135° 31′ 46.86″ / 북위 34.8128611°  동경 135.5296833° 

### 교통
- 오사카 모노레일 고엔히가시구치 역·만파쿠키넨코엔 역